# Raimundo Fernández Villaverde

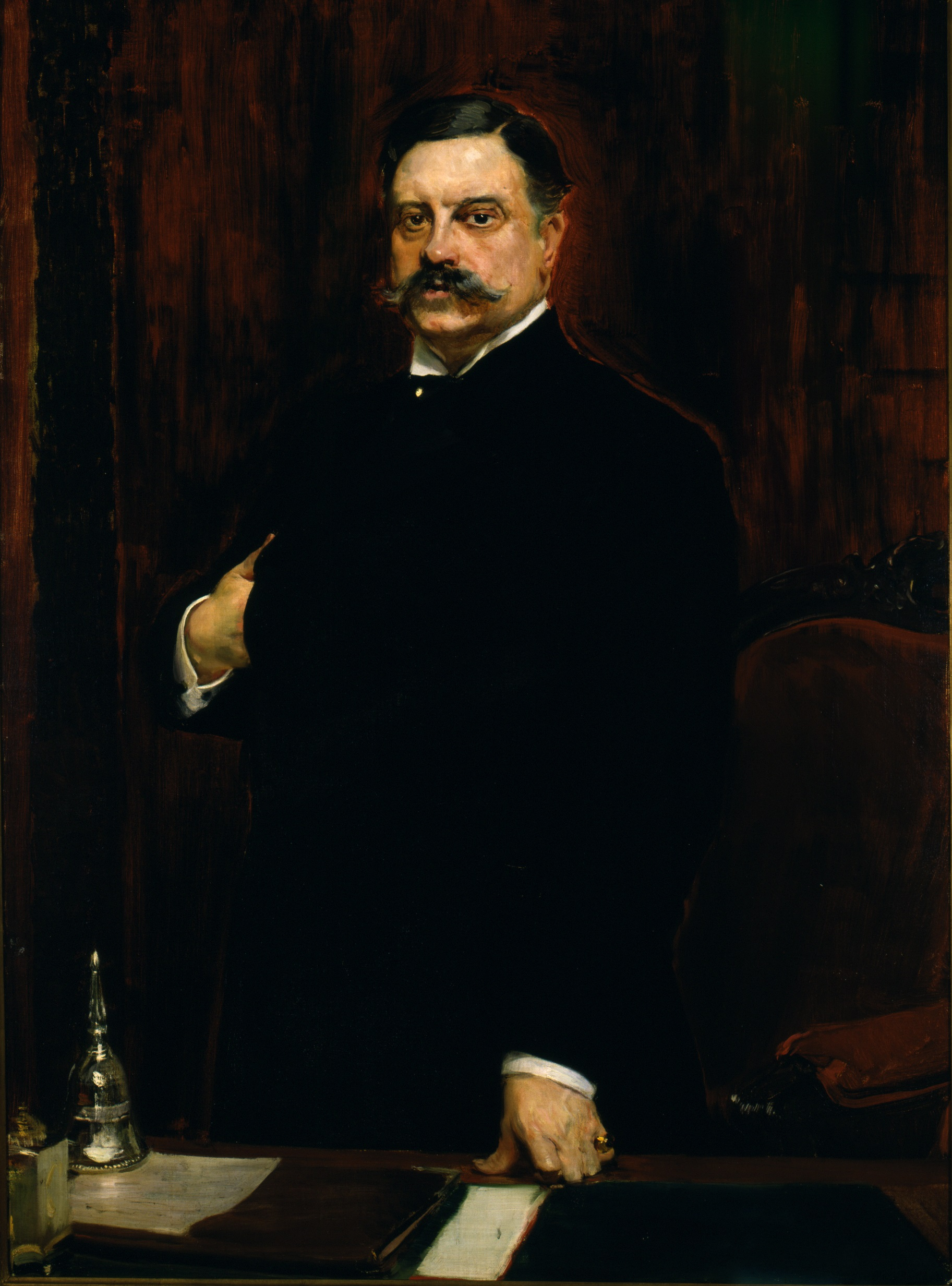
Raimundo Fernández Villaverde på porträtt från 1901.

Raimundo Fernández Villaverde, född den 20 januari 1848 i Madrid, död där den 15 juli 1905, var en spansk politiker.
Villaverde, som redan 1872 blev deputerad, verkade under republiktiden 1873-74 ivrigt för en monarkisk restauration. Han blev sedermera understatssekreterare i finansministeriet och visade stor energi som civilguvernör i Madrid 1884-85 och inrikesminister under Cánovas en kort tid 1885. Då de konservativa 1890 åter kom till makten, blev Villaverde i ministären Cánovas först justitie- och därpå (1892) inrikesminister. Han avgick 1892 med Cánovas och bildade då jämte Silvela en oberoende moderatkonservativ partigrupp. Efter det för Spanien olycksdigra kriget med Förenta staterna 1898 reorganiserade Villaverde som finansminister 1899-1900 under Silvela med stor skicklighet Spaniens skatteväsen och bragte hjälplig reda i de av kriget förstörda statsfinanserna. Under Silvela var han december 1902-maj 1903 ånyo finansminister och bildade, då ministären föll på söndringen bland dess främsta ledamöter, i juli samma år en ny konservativ ministär med sparsamhet och finansreformer främst på programmet. Den störtades redan i december samma år, men efter general Azcárragas avgång i januari 1905 blev Villaverde ånyo konseljpresident, stödd på den icke-klerikala flygeln av det i smågrupper söndrade konservativa partiet. Motarbetad både av Maura och av liberalerna, avgick han i juni och dog plötsligt några veckor senare. Påbörjandet av betydelsefulla finansreformer hade skapat hans rykte som klok och framsynt politiker, men den starka partisöndringen och kotteririvaliteten inom cortes hindrade honom att till fullo genomföra dem. 